# دودلي تايلر
دودلي تايلر (بالإنجليزية: Dudley Tyler)‏ (21 سبتمبر 1944 بسالزبوري في المملكة المتحدة - ) هو لاعب كرة قدم بريطاني في مركز الوسط. لعب مع نادي هيرفورد ووست هام يونايتد.

## وصلات خارجية
- دودلي تايلر على موقع قاعدة بيانات كرة القدم.إي يو (الإنجليزية)